# Lexenalm
Die Lexenalm ist eine Alm in den Bayerischen Voralpen. Sie liegt im Gemeindegebiet von Wackersberg.
Das Almgebiet befindet sich am Südhang des Hochtannenkopfes und wird im Westen vom Lauf des Murnerbachs begrenzt. Auf dem Almgebiet befinden sich neben dem Gebäude der Lexenalm und der Lexenhütte noch ein weiteres Gebäude am oberen Almrand. Die Alm war bereits auf der Uraufnahme namentlich erwähnt.
Die Alm wird am einfachsten über einen Fahrweg von Arzbach über das untere Ende des Längentals aus erreicht.